# San Giorgio su Legnano
San Giorgio su Legnano (AFI: /san ˈdʒordʒo su lleɲˈɲaːno/, San Giorgiu in dialetto locale, e semplicemente San Giorgio fino al 1862) è un comune italiano di 6 776 abitanti della città metropolitana di Milano in Lombardia. È situato altimetricamente in posizione leggermente più elevata della confinante Legnano (di qui la preposizione "su" nel nome).
Le testimonianze archeologiche più antiche rinvenute a San Giorgio su Legnano sono costituite da necropoli romane, la cui datazione corrisponde alla prima età imperiale (I secolo a.C. - I secolo d.C.).
Il primo accenno documentato che nomina la comunità sangiorgese si riferisce ad un'iscrizione scolpita su alcuni mattoni datati 1393 su cui è impressa la parola "Sotena" (o "Sotera"). Sono stati ritrovati durante gli scavi operati nei pressi della chiesa del Santissimo Crocifisso (1769). Il nome del borgo appare come locus Sancti Georgi Plebis Parabiaghi Duc. Mlni (it. "località San Giorgio, della pieve di Parabiago, Ducato di Milano") su documenti di inizio XV secolo, prima di diventare "San Giorgio su Legnano" nel 1862.
Sullo stemma araldico si trova l'immagine di San Giorgio che uccide il drago, con la scritta "Sotera" in oro. Una diffusa paretimologia di questa scritta, che ha corso tra gli abitanti della zona, vorrebbe che questa parola fosse un rimando all'allusione alla necropoli romana.

## Geografia fisica

### Territorio
Il territorio di San Giorgio su Legnano è situato al limite settentrionale della Pianura Padana, a sud delle Prealpi Varesine. Sorge su un pianalto morenico ai margini dell'avvallamento scavato dal fiume Olona. Il suolo è principalmente composto da ciottoli, ghiaia, sabbia e argilla. In origine il territorio era coperto da un sottile strato di humus poco adatto alla crescita di boschi e alla coltivazione agricola, così da essere in gran parte groana.
Il territorio ha una superficie di 2,3 km² ed è distribuito su un suolo che ha un'altitudine compresa tra i 189 ed i 201 m s.l.m.. Secondo la classificazione sismica il comune è in zona 4 (sismicità irrilevante), come stabilito dall'ordinanza PCM n. 3274 del 20/03/2003.

### Clima

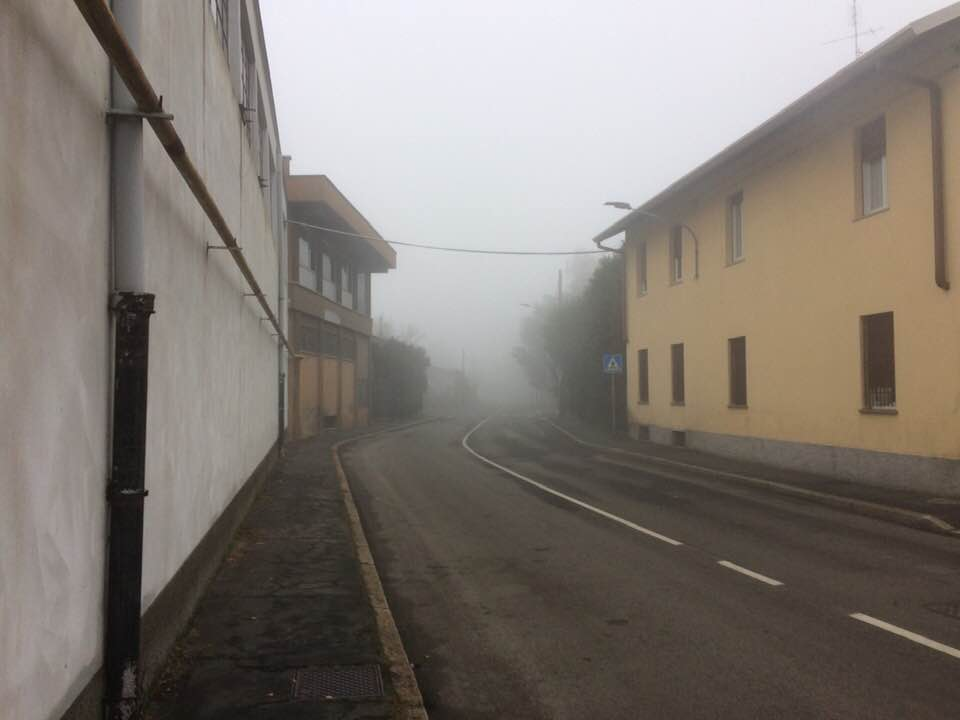
San Giorgio su Legnano durante una giornata di nebbia

Secondo la classificazione climatica il centro abitato è quindi situato in "zona E", 2451 GR/G.
Situata nell'alta Pianura Padana, San Giorgio su Legnano ha un clima di tipo continentale con inverni freddi e con molte giornate di gelo. Il fenomeno della nebbia sta diventando via via sempre meno frequente. Le estati sono calde, umide e moderatamente piovose. Le temperature, in tale periodo, possono superare i 30 °C, con l'umidità che può raggiungere l'80%, causando quel fenomeno di caldo umido comunemente chiamato "afa". L'umidità è sempre molto elevata per tutto l'anno. Le perturbazioni di stampo atlantico-mediterraneo o artico-russo sono le principali cause delle precipitazioni atmosferiche. San Giorgio su Legnano, come del resto gran parte della Pianura Padana, soffre di scarsa ventilazione.
I dati provenienti dalla stazione meteorologica di Milano Malpensa indicano, in base alla media trentennale di riferimento (1961-1990) per l'Organizzazione meteorologica mondiale, che la temperatura media del mese più freddo, gennaio, si attesta attorno a −4 °C; quella del mese più caldo, luglio, è appena sopra i 28 °C. Le precipitazioni medie annue sono superiori ai 1000 mm e presentano un picco primaverile ed autunnale, con un minimo relativo invernale.
| MILANO MALPENSA (1961-1990)      | Mesi         | Mesi         | Mesi         | Mesi        | Mesi        | Mesi        | Mesi        | Mesi        | Mesi        | Mesi        | Mesi         | Mesi         | Stagioni | Stagioni | Stagioni | Stagioni | Anno    |
| MILANO MALPENSA (1961-1990)      | Gen          | Feb          | Mar          | Apr         | Mag         | Giu         | Lug         | Ago         | Set         | Ott         | Nov          | Dic          | Inv      | Pri      | Est      | Aut      | Anno    |
| -------------------------------- | ------------ | ------------ | ------------ | ----------- | ----------- | ----------- | ----------- | ----------- | ----------- | ----------- | ------------ | ------------ | -------- | -------- | -------- | -------- | ------- |
| T. max. media (°C)               | 6,1          | 8,6          | 13,1         | 17,0        | 21,3        | 25,5        | 28,6        | 27,6        | 24,0        | 18,2        | 11,2         | 6,9          | 7,2      | 17,1     | 27,2     | 17,8     | 17,3    |
| T. min. media (°C)               | −4,4         | −2,5         | 0,4          | 4,3         | 9,0         | 12,6        | 15,3        | 14,8        | 11,5        | 6,4         | 0,7          | −3,6         | −3,5     | 4,6      | 14,2     | 6,2      | 5,4     |
| T. max. assoluta (°C)            | 21,0 (1982)  | 24,4 (1990)  | 25,4 (1990)  | 28,0 (1975) | 30,7 (1979) | 34,3 (1965) | 37,0 (1983) | 35,8 (1974) | 33,9 (1988) | 28,1 (1986) | 22,8 (1964)  | 21,1 (1967)  | 24,4     | 30,7     | 37,0     | 33,9     | 37,0    |
| T. min. assoluta (°C)            | −18,0 (1985) | −15,6 (1987) | −12,2 (1971) | −6,1 (1970) | −5,2 (1979) | 0,6 (1974)  | 4,7 (1974)  | 4,7 (1979)  | 0,5 (1976)  | −5,3 (1974) | −13,6 (1988) | −15,2 (1973) | −18,0    | −12,2    | 0,6      | −13,6    | −18,0   |
| Nuvolosità (okta al giorno)      | 4,8          | 4,6          | 4,4          | 4,7         | 4,9         | 4,4         | 3,6         | 3,9         | 3,8         | 4,1         | 4,9          | 4,6          | 4,7      | 4,7      | 4,0      | 4,3      | 4,4     |
| Precipitazioni (mm)              | 67,5         | 77,1         | 99,7         | 106,3       | 132,0       | 93,3        | 66,8        | 97,5        | 73,2        | 107,4       | 106,3        | 54,6         | 199,2    | 338,0    | 257,6    | 286,9    | 1 081,7 |
| Giorni di pioggia                | 6            | 6            | 8            | 9           | 10          | 9           | 6           | 8           | 6           | 7           | 8            | 6            | 18       | 27       | 23       | 21       | 89      |
| Umidità relativa media (%)       | 78           | 76           | 69           | 73          | 74          | 74          | 74          | 73          | 74          | 77          | 80           | 80           | 78       | 72       | 73,7     | 77       | 75,2    |
| Pressione a 0 metri s.l.m. (hPa) | 1 019        | 1 017        | 1 016        | 1 014       | 1 015       | 1 016       | 1 016       | 1 015       | 1 018       | 1 020       | 1 016        | 1 017        | 1 017,7  | 1 015    | 1 015,7  | 1 018    | 1 016,6 |
| Vento (direzione-m/s)            | N 3,3        | N 3,3        | N 3,4        | N 3,5       | N 3,3       | N 3,2       | N 3,1       | N 3,0       | N 3,1       | N 3,1       | N 3,4        | N 3,3        | 3,3      | 3,4      | 3,1      | 3,2      | 3,3     |

## Origini del nome

La mappa più antica giunta sino a noi di San Giorgio su Legnano, che risale al 1721

Il riferimento al santo nel nome del comune deriva da una chiesetta dedicata a San Giorgio annessa a un convento di frati agostiniani presente nelle campagne legnanesi, la cui esistenza è attestata da un manoscritto del 1261. Questo monastero fu il nucleo originario del castello di Legnano. È verosimile che la presenza di questo monastero abbia poi determinato l'intitolazione a San Giorgio, oltre che del castello, anche di un quartiere di Legnano (la "Costa di San Giorgio") e del vicino comune di San Giorgio su Legnano.
Nel Medioevo la comunità sangiorgese era conosciuta come "Sotena" o "Sotera", come si può leggere in alcune note d'archivio parrocchiale che si riferiscono a un reperto medioevale. Il primo riferimento a "San Giorgio" nel nome dell'abitato compare su documenti di inizio XV secolo, che indicano la comunità come locus Sancti Georgi Plebis Parabiaghi Duc. Mlni (it. "località San Giorgio, della pieve di Parabiago, Ducato di Milano"), mentre su mappe dell'epoca dei Borromeo (XVI secolo) l'abitato è citato come Cascina Sancti Georgi Plebis Parabiaghi Duc. Mlni (it. "Cassina di San Giorgio, della pieve di Parabiago, Ducato di Milano"). "San Giorgio" fece parte fino al 1535 del comune di Legnano, dal quale è stato diviso dopo la riforma amministrativa dell'imperatore Carlo V d'Asburgo.
Dopo l'Unità d'Italia, in seguito all'emanazione del regio decreto nº 941, il 23 ottobre 1862, il comune prese la denominazione di "San Giorgio su Legnano" per distinguerlo dalle altre municipalità omonime.

## Storia

### Dalla Preistoria al Medioevo
Nella Preistoria il territorio sangiorgese era ricoperto da groane. Essa era quindi una zona in cui crescevano spontaneamente soltanto cespugli, data la scarsa fertilità del terreno. Nel corso dei secoli, grazie al lavoro di fertilizzazione operato dai contadini locali e alla costruzione di canali artificiali nelle zone limitrofe, il territorio sangiorgese è stato reso coltivabile. Un tempo vaste aree erano coltivate e la flora delle zone boscose era composta prevalentemente da farnie, carpini, castagni, noccioli, platani, frassini, querce, pioppi, olmi, aceri ed ontani.

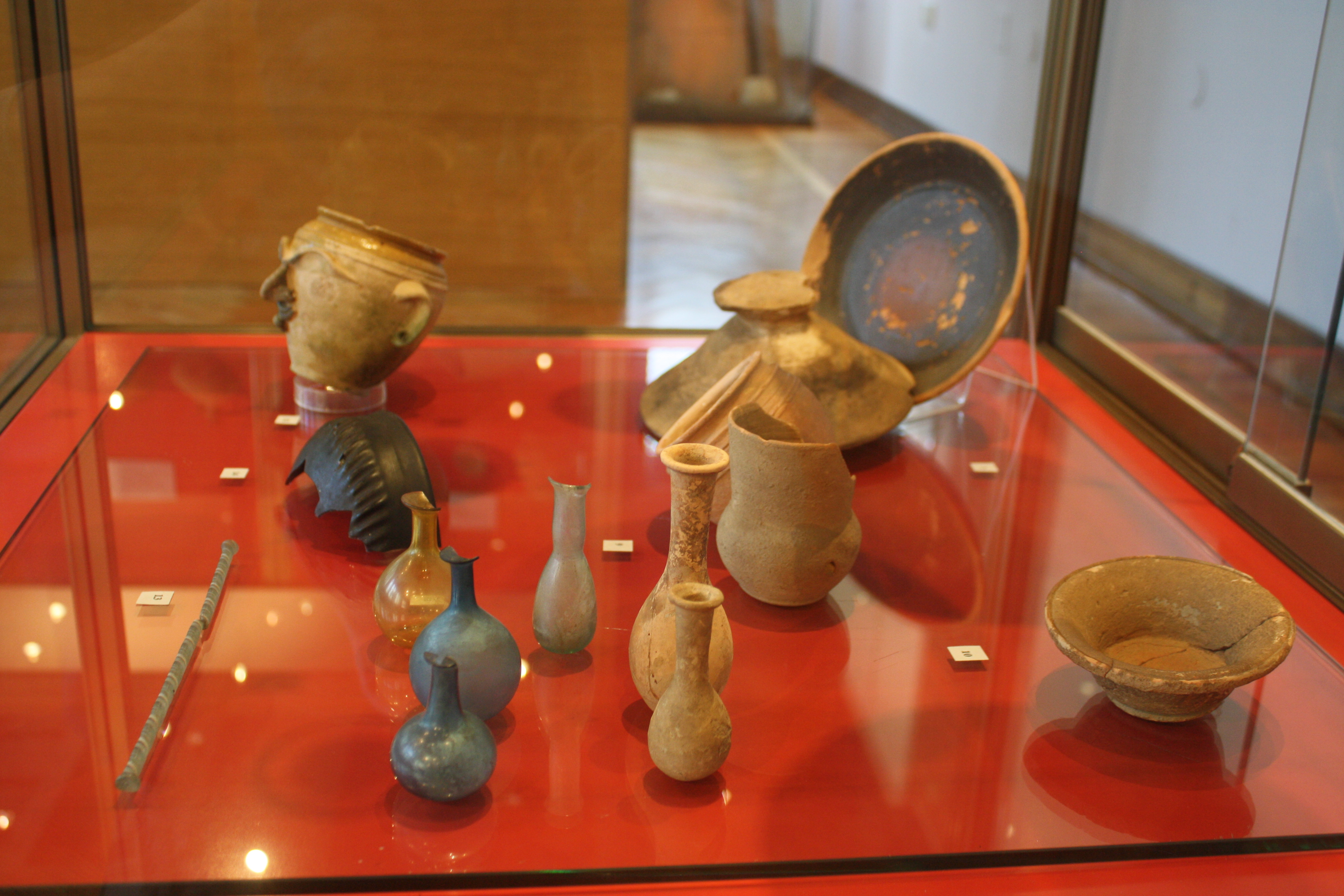
Ritrovamenti d'età romana (I secolo a.C. - I secolo d.C.) rinvenuti a San Giorgio su Legnano nel 2004 in via Trento

Le testimonianze archeologiche più antiche rinvenute invece nel territorio di San Giorgio su Legnano sono costituite da necropoli romane, la cui datazione corrisponde all'età imperiale (I secolo a.C.-IV secolo d.C.). Le tombe più antiche risentono fortemente dell'influenza celtica, non essendo ancora completo il processo di romanizzazione.
Il primo cenno documentato che nomina la comunità sangiorgese è a un'iscrizione scolpita su alcuni mattoni datati 1393 che sono stati ritrovati durante alcuni scavi presso la chiesa del Santissimo Crocifisso effettuati nel 1769, come testimoniano alcune note dell'archivio parrocchiale: « [...] Questa Chiesa essendo stata atterrata nel rifabbricarne una nuova nel 1769 si ritrovarono nei fondamenti due grandi mattoni sui quali il Conte Giorgio Giulini scrittore ha letto la seguente iscrizione: "[...] MCCCLXXXXIII (1393) Die XXVI maii Fond.e prima Hae Ecclesia Hedificata per Comunem Istum Sotene ad Honorem dei Santi Georgii Quam Segrata Fuit per Dominum Archiepiscopum [...]", (ossia, "[...] 1393 - 26 maggio - è la prima chiesa costruita in questo Comune Sotena a Gloria di Dio e di San Giorgio e fu consacrata dal Reverendo Arcivescovo [...]")». Quindi originariamente la comunità sangiorgese si chiamava "Sotena" o "Sotera" e la chiesa citata, ora non più esistente e in seguito sostituita dalla chiesa del Crocefisso, risulta essere il tempio più antico di San Giorgio di cui si è trovata traccia. Una diffusa paretimologia della parola "Sotera", che ha corso tra gli abitanti della zona, vorrebbe che questo termine fosse un rimando all'allusione alla necropoli romana ("sottoterra", in dialetto legnanese sota tèra).

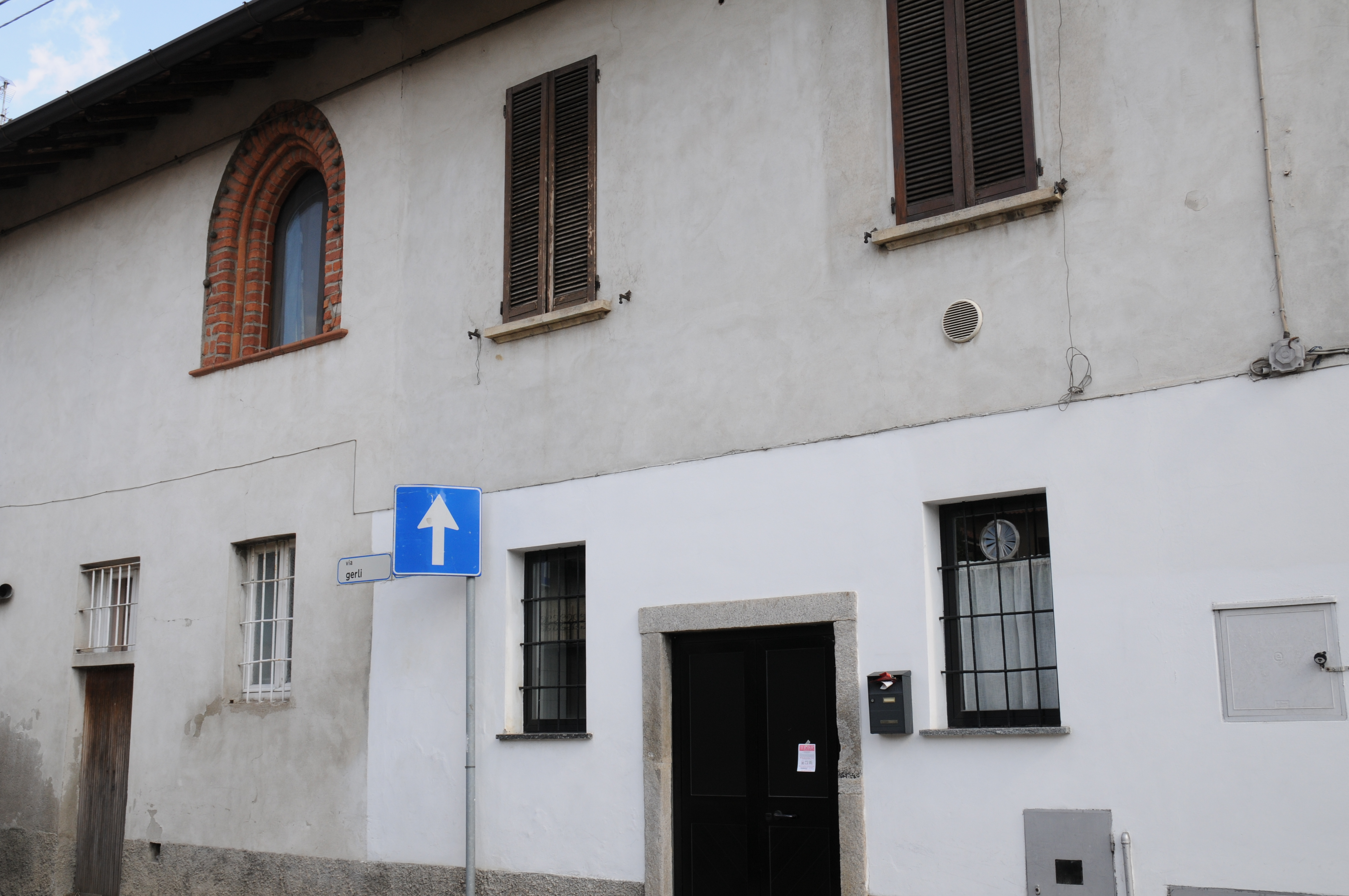
La "casa della regina", l'edificio più antico del comune

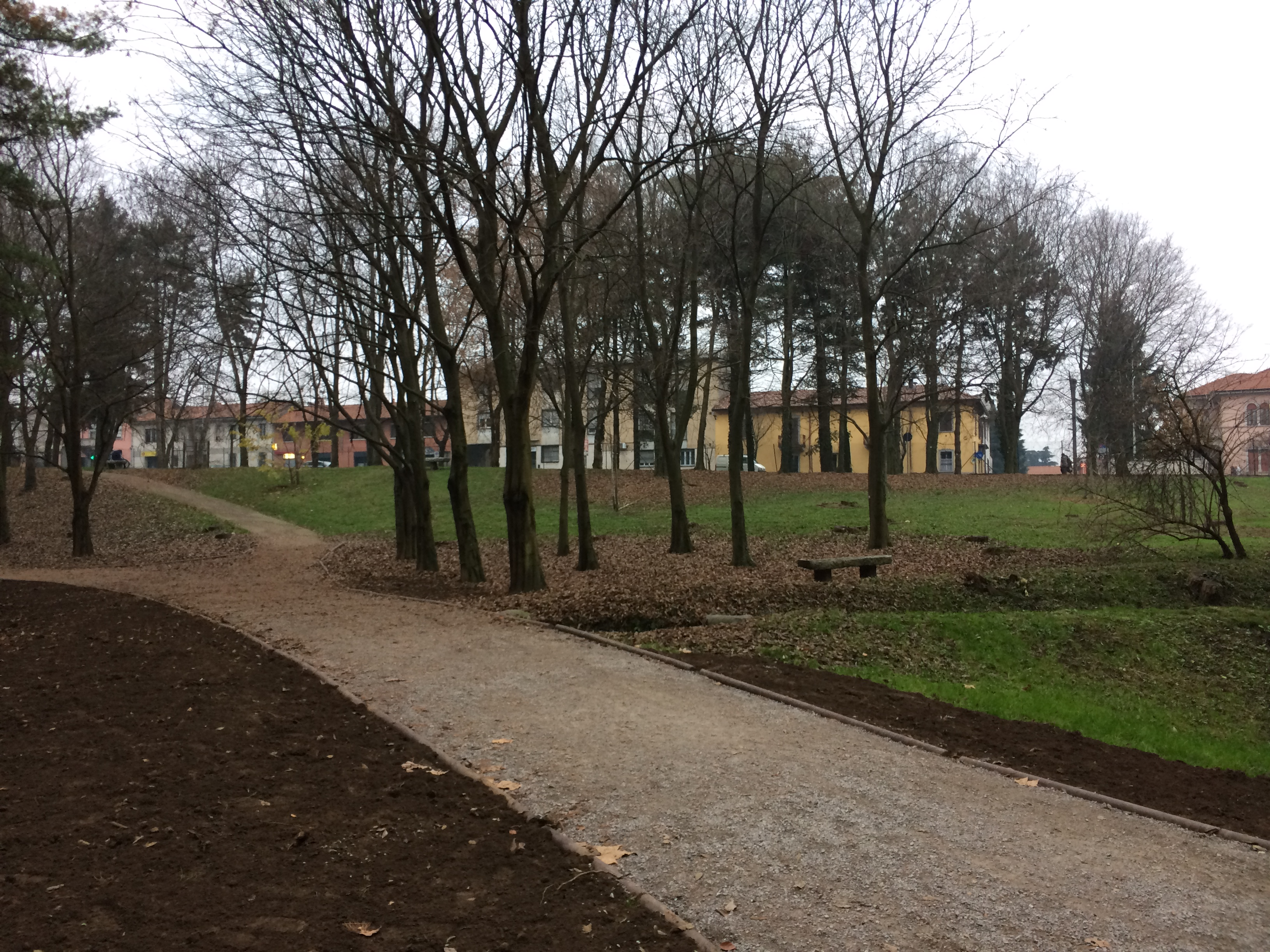
Scorcio del parco Castello a Legnano. Sullo sfondo si vede il quartiere legnanese di Costa San Giorgio, mentre in primo piano è visibile parte della scarpata che potrebbe essere stata teatro della battaglia di Legnano. Il territorio del comune di San Giorgio su Legnano si trova oltre il quartiere di Costa San Giorgio

A parte tale iscrizione, non si hanno notizie scritte della comunità sangiorgese del Medioevo. Nel registro delle chiese del Liber Notitiae Sanctorum Mediolani di Goffredo da Bussero, che descrive il contesto religioso dell'area milanese tra la fine del XIII e l'inizio del XIV secolo, San Giorgio non è ancora presente. In questo periodo storico, San Giorgio su Legnano era dunque un piccolo gruppo di case che non aveva ancora una chiesa propria; il primo edificio religioso della comunità di cui si è trovata traccia è infatti la chiesa citata in precedenza, che venne consacrata nel 1393.
L'unica testimonianza tangibile della San Giorgio medioevale è una finestra a sesto acuto, con bordo in cotto, presente in un edificio prospiciente la piazza principale, la cosiddetta "casa della regina", che è forse la costruzione più antica del paese; su questa dimora, fino agli anni trenta del XX secolo era collocato uno stemma che indicava l'appartenenza dell'edificio ai Visconti e che è stato tolto da un antiquario: poi se ne sono perse le tracce.
La battaglia di Legnano potrebbe essere stata combattuta anche sul territorio sangiorgese. Una delle cronache della famosa battaglia (29 maggio 1176), gli Annales di Colonia, contiene un'informazione che indica dove probabilmente fosse il Carroccio, e dunque dove plausibilmente si sarebbe combattuto lo scontro: perché nessun guerriero potesse ritirarsi, i Lombardi «aut vincere aut mori parati, grandi fossa suum exercitum circumdederunt», ossia "pronti a vincere o a morire sul campo, collocarono il proprio esercito all'interno di una grande fossa". Ciò farebbe pensare al fatto che il Carroccio fosse collocato sul bordo di un ripido pendio, così che la cavalleria imperiale, il cui arrivo era previsto lungo il corso dell'Olona, sarebbe stata obbligata ad assalire il centro dell'esercito della Lega Lombarda risalendo l'avvallamento. Considerando le fasi dello scontro, questo potrebbe significare che la famosa battaglia potrebbe essere stata combattuta anche sul suolo sangiorgese in prossimità del quartiere di Legnano "costa di San Giorgio", oppure sul territorio dell'odierno quartiere San Martino a Legnano, non essendo individuabile, in altre parti della zona, un avvallamento con queste caratteristiche. L'esercito del Barbarossa arrivò poi dalla parte opposta, da Borsano: ciò obbligò i fanti comunali a resistere intorno al Carroccio, visto che avevano la strada di fuga sbarrata dal fiume Olona, che avevano alle spalle.
Una leggenda popolare narra che ai quei tempi una galleria sotterranea metteva in comunicazione San Giorgio al castello di Legnano, e che attraverso questo cunicolo l'Imperatore Federico I Barbarossa sia riuscito a fuggire e a salvarsi dopo la disfatta in battaglia. Nel XX secolo, durante alcuni scavi, furono effettivamente trovati dei tronconi di una galleria sotterranea molto antica. Il primo, non lontano da San Giorgio su Legnano, fu esplorato da uno degli operai che lo riportarono alla luce. L'operaio venne dissuaso dall'esplorazione dopo aver percorso cinque o sei metri, a causa di un fiato di vento che spense la candela. Un secondo troncone verso Legnano fu scoperto e subito ostruito dall'amministrazione comunale per ragioni di sicurezza. Inoltre, durante alcuni scavi effettuati nel 2014 presso il castello di Legnano, è stato individuato l'ingresso di un'altra galleria segreta.
Nell'aprile 1273, Napoleone e Francesco della Torre diedero ospitalità a Milano ai reali d'Inghilterra Edoardo I Plantageneto ed Eleonora di Castiglia in occasione del loro ritorno in patria da un viaggio in Medio Oriente. Dopo essersi congedati dai Della Torre, i reali furono condotti fino al castello di Legnano, dove sostarono per una notte. Una leggenda popolare sostiene però che i reali, lungo la via del ritorno, pernottarono a San Giorgio su Legnano nella cosiddetta "casa della regina". Sui documenti dell'epoca l'evento è descritto citando il fatto che i reali inglesi fossero stati ospitati "a Santo Georgio presso Legnano".

### Dal Medioevo al XVIII secolo

Villa Parravicini in una foto del 1887. La prima citazione dell'edificio su un documento è del 1584

Nel Medioevo la comunità di Sotena, come la vicina Legnano, era al confine tra i Contadi del Seprio (il cui capoluogo era Castelseprio) e della Burgaria (probabilmente sotto l'egemonia di Parabiago), due contee dipendenti dalla Marca di Lombardia, che era una suddivisione territoriale derivante dai Longobardi e dai Franchi.
All'epoca la comunità dipendeva sia per l'aspetto civile, sia per quello religioso dalla Pieve di Parabiago. Già dal XVI secolo San Giorgio aveva un sindaco, anche all'epoca rappresentante della collettività. Al sindaco era affiancato un cancelliere le cui funzioni erano simili a quelle del segretario comunale nell'ordinamento italiano contemporaneo. Tra i vari compiti, il cancelliere teneva in casa propria l'archivio comunale. Nel 1558, come risulta dal catasto spagnolo, il comune era composto da undici cortili. In tale periodo San Giorgio era quindi un borgo di modeste dimensioni.
Uno degli aspetti caratterizzanti la storia di San Giorgio nel XVII secolo fu l'infeudazione. Durante questo secolo il governo spagnolo mise all'asta molti terreni dove il compratore, diventato in questo modo feudatario, aveva la prerogativa di vantare diritti politici, economici e sociali sul feudo. Le comunità avevano la possibilità di riscattare la terra pagando una quota che era fissata in base al numero di famiglie presenti nella comunità. San Giorgio si assicurò il riscatto nel 1648 contraendo un debito di 3 000 lire con Francesco Castelli, possidente fondiario. Due anni di scarsi raccolti impedirono però alla comunità sangiorgese di rifondere il denaro prestato. Per questo motivo i sangiorgesi domandarono a Camillo Castelli, figlio di Francesco, nel frattempo deceduto, di essere infeudati. L'infeudazione avvenne in 10 novembre 1656 per una somma di 3 430 lire. La comunità sangiorgese restò feudo dei Castelli fino al 1780, quando, con il decesso del cardinale Giuseppe Castelli, ultimo discendente della casata, il debito si estinse.

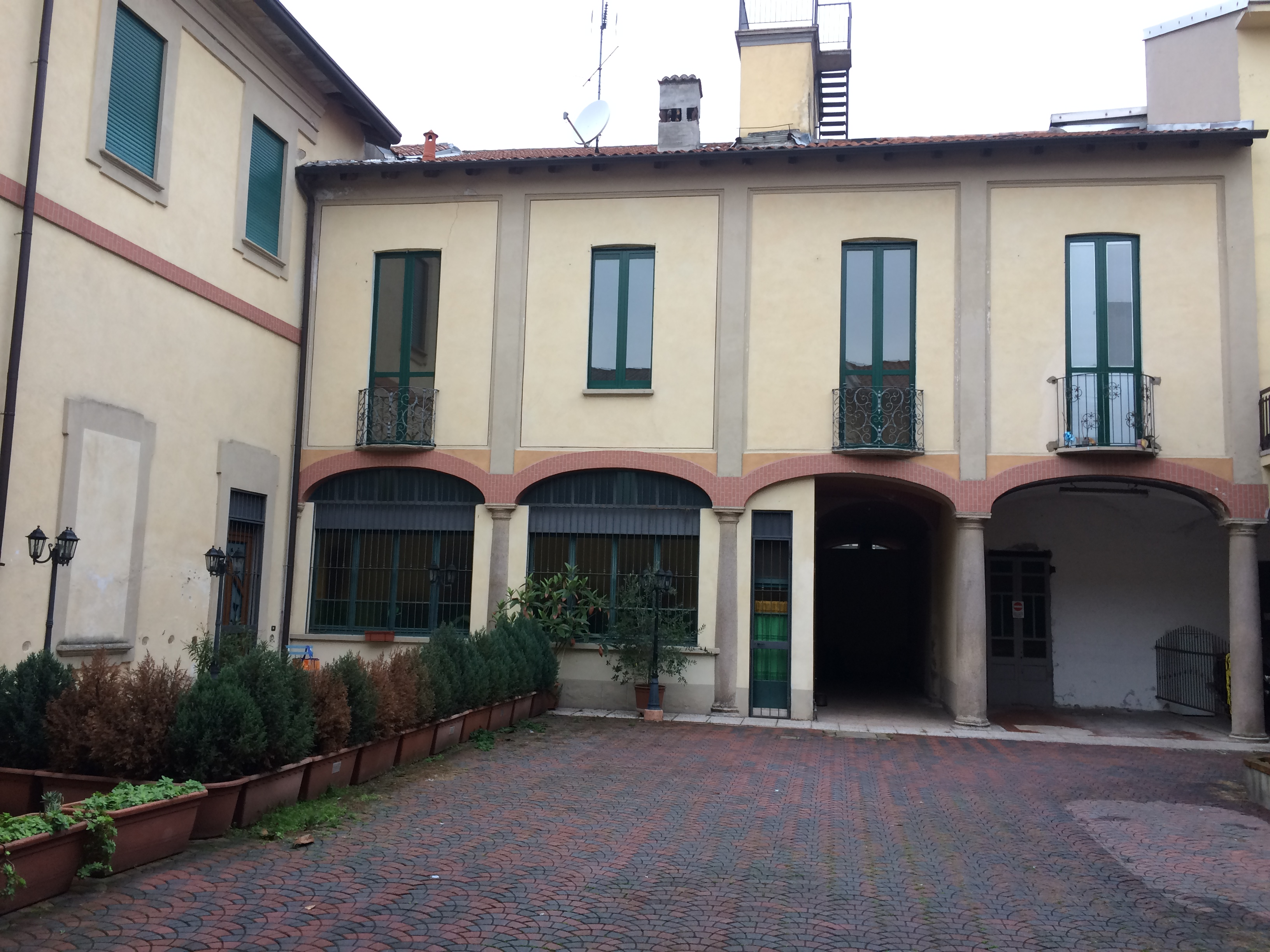
Palazzo Lucini Arborio Mella. Le notizie più antiche che si riferiscono a questa villa nobiliare risalgono al XVIII secolo.

Nel 1706 gli austriaci subentrarono agli spagnoli come dominatori del Ducato di Milano. Tra le iniziative promosse dal nuovo governo ci fu la preparazione di un catasto che era caratterizzato dall'avere dei parametri molto più particolareggiati dei precedenti. Oltre alla precisa misurazione di tutti i beni immobili, case e terreni, vennero anche realizzate una mappa per ogni comune del Ducato. Per la prima volta furono censite anche le proprietà della Chiesa, che fino ad allora era stata esente dalle imposte. L'imperatore Carlo VI emise quindi un decreto che istituì un gruppo di lavoro, il cui compito fu quello di censire con precisione i comuni appartenenti ai suoi domini lombardi. Nel caso di San Giorgio, la determinazione delle dimensioni del territorio iniziò il 20 novembre 1721 grazie a una compagine di rilevatori e disegnatori guidata dal geometra Benito Corradini. Oltre alle dimensioni del Comune, furono registrati tutti gli abitanti e catalogate tutte le proprietà immobiliari. Per completare il lavoro occorsero otto giorni. Il prodotto fu una mappa in scala 1:2 000 che riportava i beni immobili (terreni ed edifici), oltre che i confini del Comune. Una copia di questa mappa è ancora oggi conservata presso il municipio e riporta con precisione anche le sagome degli edifici. La mappa riporta il nome dato dai sangiorgesi ai vari terreni, denominazione proveniente dalla tradizione orale. Questa mappa era completata da un documento, chiamato "sommarione", dove erano disposte in elenco le varie proprietà immobiliari, con l'indicazione della misura e della destinazione dei terreni.
Gli abitanti di San Giorgio su Legnano, al 16 marzo 1730, erano 777 e risiedevano in 60 cortili. I proprietari di beni immobili erano 58, ma 11 di questi erano possessori di ben il 92% dei terreni del comune. Secondo questo catasto, San Giorgio aveva un'estensione pari a 3 133 pertiche milanesi.

### Dal XIX al XXI secolo

Via Roma angolo via Manzoni (verso Legnano) a San Giorgio su Legnano nei primi decenni del XX secolo

In epoca napoleonica, da un punto di vista amministrativo, il comune di San Giorgio venne soppresso ed inglobato nel comune limitrofo di Canegrate. Fece parte della citata municipalità dal 4 novembre 1809 all'8 novembre 1811.
Le coltivazioni agricole erano molto variegate. Le principali colture erano cereali (miglio e frumento), la vite ed il gelso, che è alla base dell'allevamento dei bachi da seta. Oltre alla coltura di cereali, l'economia di San Giorgio su Legnano si basava anche sull'allevamento del bestiame. Il contratto agricolo diffuso in questi secoli nell'Altomilanese era quello della mezzadria. La vite rappresentava la coltura più diffusa della zona. Nel 1723, infatti, il 70% circa del territorio sangiorgese era coltivato con vigneti. La vite era così comune che, ancora nel 1855, San Giorgio su Legnano era tra le comunità dove la frazione dei terreni lavorati a vigneti era preponderante.
Sul fronte sociale ed economico, questo periodo fu caratterizzato dalla profonda trasformazione del sistema produttivo sangiorgese. Si passò da un'economia agricola ad una industriale. Nella seconda metà del XIX secolo, comparvero le infatti le prime piccole attività protoindustriali. Come risulta da un documento del 1872, avevano sede a San Giorgio su Legnano due protoindustrie per il trattamento della seta, uno per il lavorazione e l'altro per la torcitura. Nel complesso davano lavoro a circa 200 persone, in maggioranza donne. Come risulta poi da una testimonianza scritta del 1891, tra le attività protoindustriali, fecero la loro comparsa una sede distaccata del setificio Kramer & C. di Legnano e un'attività artigianale per la produzione dell'acquavite.

Un agricoltore sangiorgese in una foto di inizio XX secolo

Via Gerli a San Giorgio su Legnano nel 1985. Sulla sinistra, l'ex municipio. È stato inaugurato nel 1892.

Il processo di industrializzazione che portò alla graduale trasformazione dell'economia sangiorgese fu accelerato da due calamità naturali che misero in crisi l'agricoltura locale: la crittogamia, malattia che colpì la vite, e la nosematosi, epidemia che danneggiò i bozzoli dei bachi da seta. Per la prima infezione, comparsa tra il 1851 e il 1852, il risultato in Lombardia fu la rapida caduta della quantità di vino prodotta. Gli ettolitri di vino prodotti passarono da 1 520 000 nel 1838 a 550 000 nel 1852. Il colpo definitivo alla produzione vinicola venne da altre due malattie della vite che, tra il 1879 e il 1890, colpirono la pianta: la peronospora e la fillossera. In seguito a queste epidemie, le coltivazioni vinicole a San Giorgio su Legnano scomparvero definitivamente e i contadini concentrarono gli sforzi nella produzione di cereali e nell'allevamento di bachi da seta. In altre zone vinicole il problema fu risolto con l'innesto di specie di viti immuni alla malattia (uva americana). Ciò però non avvenne a San Giorgio: infatti nel 1911 l'80% circa dei terreni agricoli di San Giorgio su Legnano risulta destinato a coltivazione di gelsi, con la coltura della vite che era completamente scomparsa. Poco dopo la diffusione della malattia della vite, comparve un'infezione del baco da seta, la nosematosi. Fu chiamata anche pebrina perché rivelata da piccole macchie scure che ricoprivano il corpo del baco. Era una malattia mai comparsa prima, ed era notevolmente più pericolosa del calcino che da secoli rovinava parte del raccolto. La coltura del gelso non seguì però il destino della viticoltura. La fine della coltivazione dei bachi da seta fu infatti meno rapida rispetto a quella della viticoltura. A San Giorgio, i gelsi sono stati infatti coltivati fino alla prima parte del XX secolo.
Nella seconda parte del XIX secolo l'Europa fu investita da una crisi agricola che coinvolse le coltivazioni a cereali. Ciò era dovuto alla diffusione sui mercati di granaglie americane a prezzi competitivi. Infatti, vaste zone del Middle West americano furono destinate alle coltivazioni. Inoltre, grazie all'avanzamento tecnologico, avvenne un deciso calo dei costi di trasporto via mare. L'effetto fu una profonda crisi che colpì le coltivazioni di cereali in Europa. Questa congiuntura, che toccò il suo apice negli anni ottanta del XIX secolo, caratterizzò l'agricoltura del vecchio continente fino all'inizio del XX secolo. A questo punto la struttura economica di San Giorgio su Legnano cambiò completamente in un sistema industriale.
Nel 1911, il Ministero dell'Agricoltura, Industria e Commercio diffuse i dati della prima rilevazione statistica degli stabilimenti industriali. Su 3 015 sangiorgesi, quasi il 50% lavorava nel comparto industriale. Per rendere l'idea più precisa del sistema economico basterebbe citare gli animali presenti nel 1937 nelle stalle sangiorgesi, a fronte di quasi 3 900 abitanti: 17 buoi, 31 vitelli, 126 vacche, 46 cavalli, 3 asini, 1 mulo, 1 bardotto, 12 suini e 11 caprini. Tanto per completare il quadro intorno l'economia agricola della comunità sangiorgese, all'inizio degli anni quaranta, i campi coltivati fornirono circa 1 800 quintali di grano, 400 di segale e 80 d'avena.
A cavallo degli anni cinquanta e gli anni sessanta del XX secolo ci fu l'età d'oro dell'industria sangiorgese, principalmente legata alle industrie tessili e meccaniche. Nei decenni che seguirono ci fu un lento declino causato dalla concorrenza di prodotti tessili provenienti da Paesi in via di sviluppo. La crisi peggiorò progressivamente danneggiando l'economia, l'occupazione e il tessuto industriale: molte aziende chiusero, soprattutto nei settori del tessile, dell'abbigliamento e delle calzature, e molte altre furono coinvolte in un processo di ridimensionamento. Tali processi continuano tuttora. L'agricoltura, marginale nell'impatto sul sistema produttivo, è praticata nelle poche aree libere da costruzioni e infrastrutture. Questi terreni sono coltivati a cereali, principalmente grano e mais. San Giorgio su Legnano, come tutta la zona circostante, è ancora oggi tra le aree più sviluppate e industrializzate d'Italia.

### Simboli

Lo stemma del comune

Il gonfalone del comune

Lo stemma ed il gonfalone sono stati concessi con decreto del presidente della Repubblica del 7 gennaio 1956.
Stemma
San Giorgio è il patrono del comune. La parola "SOTERA", posta nella destra del capo dello scudo, sarebbe apparsa per la prima volta in una antica iscrizione del 1393 e farebbe riferimento ad una antichissima necropoli romana ed è il nome con cui la località era precedentemente nota fino al XV secolo.
Gonfalone

## Monumenti e luoghi d'interesse

### Architetture religiose

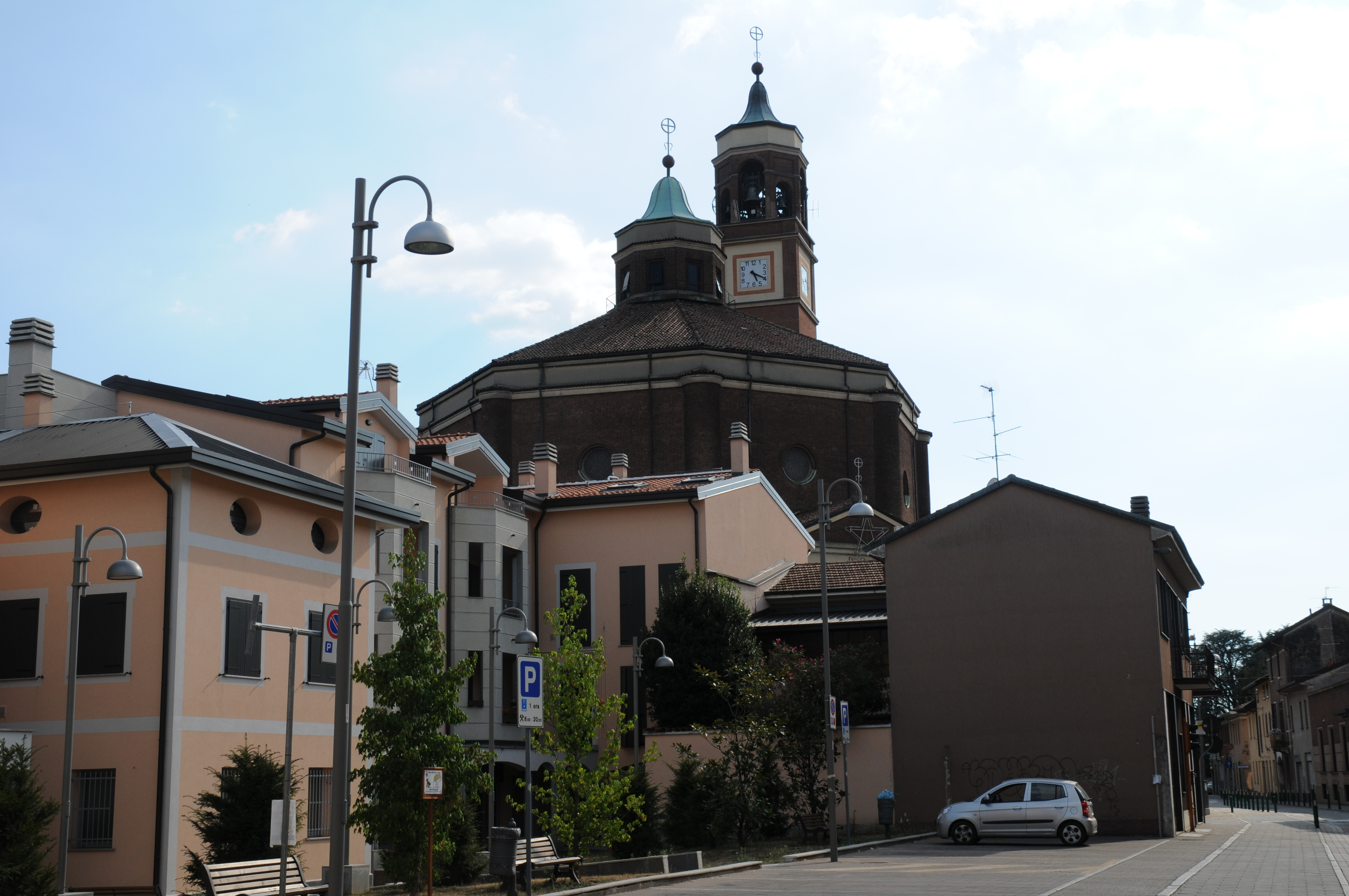
La chiesa parrocchiale

A San Giorgio su Legnano sono presenti due chiese, una sussidiaria e una parrocchiale. Prima della costruzione di quest'ultima, la comunità faceva riferimento ad una chiesa anteriore al 1750 e in seguito demolita.
La nuova chiesa parrocchiale di San Giorgio su Legnano fu consacrata il 23 aprile 1935 dall'arcivescovo di Milano, Alfredo Ildefonso Schuster. La chiesa, a pianta ottagonale coperta a cupola, rappresenta un esempio di stile rinascimentale di ispirazione bramantesca, facilmente desumibile dalla pianta centrale. Su ciascuno degli otto lati si aprono le corrispettive cappelle laterali ed il presbiterio, che si sviluppa in profondità. Le due cappelle laterali, una del Sacro Cuore e l'altra della Madonna, sono accresciute, costituendo un contorno a forma di cerchio chiuso da una cupola. Un'altra peculiarità della chiesa è l'utilizzo di mattoni di chiara derivazione lombarda.
La chiesa sussidiaria, dedicata a san Giorgio, è conosciuta come chiesa del Santissimo Crocifisso. Sorge nel luogo dove si trovava il più antico edificio religioso della comunità. Dopo la costruzione del 1703, fu chiamata "chiesa nuova". Nel 1933 prese la denominazione "chiesa del Santissimo Crocifisso".
Le prime notizie documentate sulla vecchia chiesa parrocchiale risalgono al 1750, anno del suo ampliamento. Il tempio, in stile barocco, possedeva una sola navata che era completata da cappelle laterali. L'abside era fregiata da affreschi. La facciata aveva una fattura semplice, ed era decorata da lesene. Sulla sinistra della facciata era presente il campanile, mentre a destra era collocato l'oratorio di san Luigi. L'ex parrocchiale terminò le sue funzioni religiose nell'ottobre del 1934. Fu sconsacrata, con decreto arcivescovile, il 24 febbraio 1936 e fu venduta dalla parrocchia il 9 gennaio 1948. Venne demolita nel 1974.
La cappelletta Madona di Baldeur fu edificata nella zona in cui furono seppelliti i morti della peste del 1630. Al suo interno era visibile l'immagine della Madonna con il Bambino. Annualmente veniva fatta una processione dal paese alla cappelletta in commemorazione dei morti per la peste, ed una festa seguiva la cerimonia. Fu demolita nel 1986 per la costruzione di una strada.

### Architetture civili

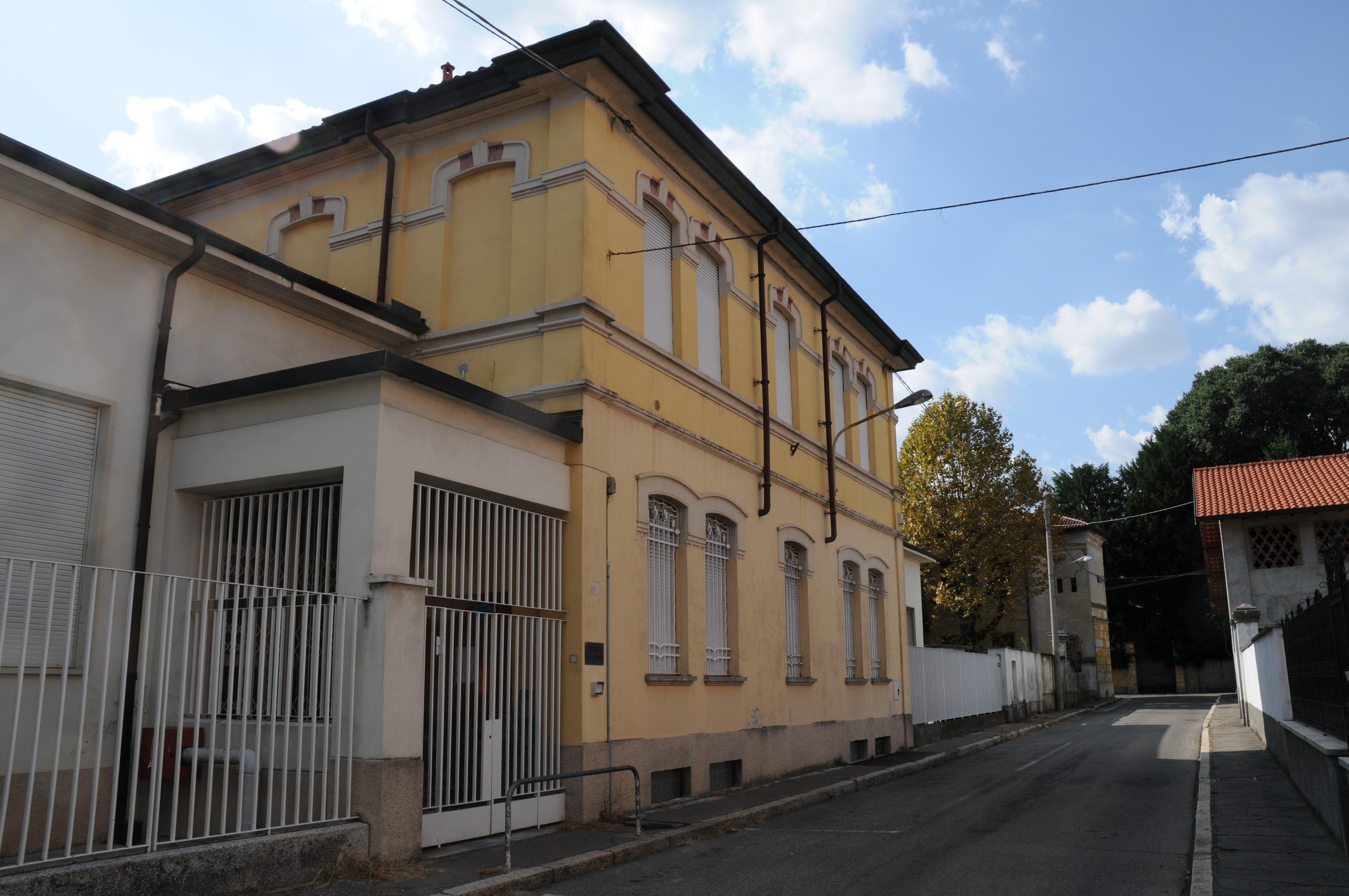
La scuola materna di San Giorgio su Legnano

A San Giorgio su Legnano sono presenti alcuni edifici di interesse storico. Il più antico, tra quelli di proprietà comunale, è l'ex-municipio di via Gerli. Nato come sede delle scuole elementari e degli uffici comunali, fu inaugurato nel 1892. Ospitò anche aule scolastiche fino al 1929, quando furono inaugurate le nuove scuole. Mantenne la funzione di municipio fino al 1992.
L'edificio che ospita il circolo familiare è stato costruito nei primi anni del XX secolo, ed aveva funzione commerciale. Dal 1936 svolge attività sociali. Un altro immobile degno di nota è la scuola dell'infanzia, che fu inaugurata il 15 luglio 1909.
Sono diverse le opere progettate dal celebre architetto sangiorgese Gino Maggioni nel suo paese di origine. Più precisamente, sono il monumento ai caduti (inaugurato nel 1921), il cimitero (1928) e le scuole elementari (1929). Dal 1992 il plesso scolastico progettato da Gino Maggioni è destinato a sede municipale.

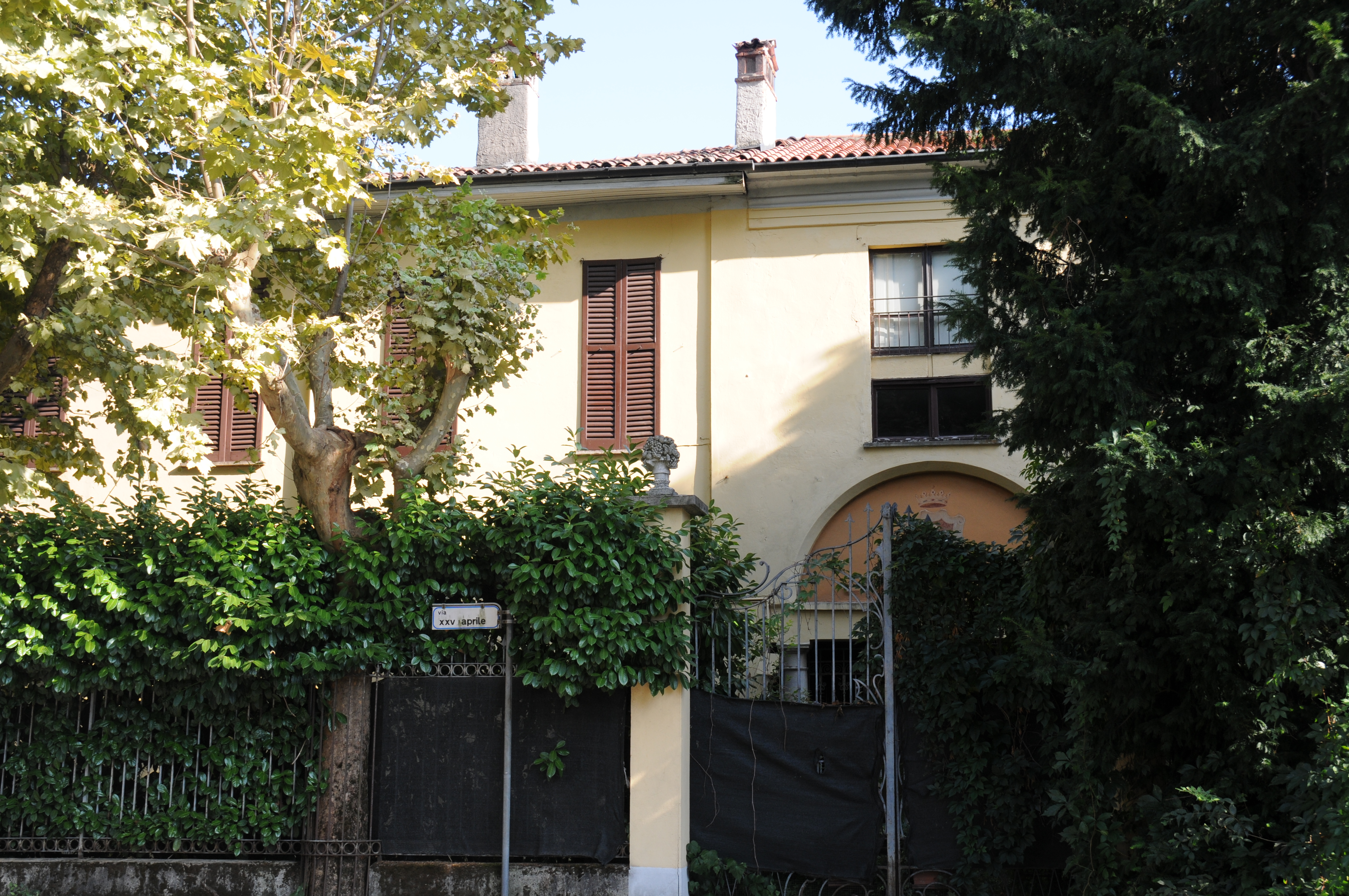
Villa Parravicini

Nel comune sono inoltre presenti tre ville nobiliari, più precisamente villa Parravicini, palazzo Lucini Arborio Mella e villa Bizzozzero.
La villa Parravicini ha subito nel corso dei secoli diverse modifiche che hanno radicalmente cambiato l'aspetto. Tale edificio esisteva già 1584 ed era casa da nobile di proprietà di Ludovico Crivelli. In un documento datato 1655 possiamo leggere: "[...] casa da nobile posta nel detto luogo della Cassina di San Giorgio con diversi luoghi in terra e i doi colombari, portici, stalla, polaro, corte, pozzo comune [...]". La villa possiede un parco all'inglese, che si estende per 9300 m² circa e comprende più di 30 specie di alberi e più di 15 specie di arbusti. Realizzato a metà del XIX secolo, è vincolato dalla soprintendenza ai beni ambientali e architettonici insieme alla casa padronale. In origine l'area verde aveva un'estensione maggiore.
Il palazzo Arborio Mella, di cui non si conosce la data di costruzione, nel primo Settecento apparteneva al conte Francesco Lucini, che era in quel tempo il maggior proprietario terriero del comune. Pregevoli sono il portale e un balconcino in ferro battuto presenti sul basso fronte dell'antica casa. In seguito passò ai conti Arborio Mella e fu ristrutturato nel corso del Settecento, come testimonia la volta del grande salone affrescata nel 1750 da Biagio Bellotti. I conti Mella decisero di vendere l'edificio nel 1922. Il giardino storico del palazzo fu creato nel XIX secolo e ceduto alla parrocchia per la costruzione della nuova chiesa parrocchiale. L'edificio fu frazionato in diverse proprietà. Una porzione di questo stabile fu la prima sede del municipio del comune di San Giorgio su Legnano (dal 1924 al 1929). Oggi parte del palazzo, di proprietà comunale, ospita un asilo nido.
Nel centro di San Giorgio su Legnano è ancora visibile la facciata d'ingresso della casa di proprietà di Carlo Bizzozero, uno tra i maggiori proprietari di beni rurali e immobiliari di San Giorgio del XVIII secolo. Questa villa possedeva un giardino, prospiciente piazza Mazzini.

### Aree naturali

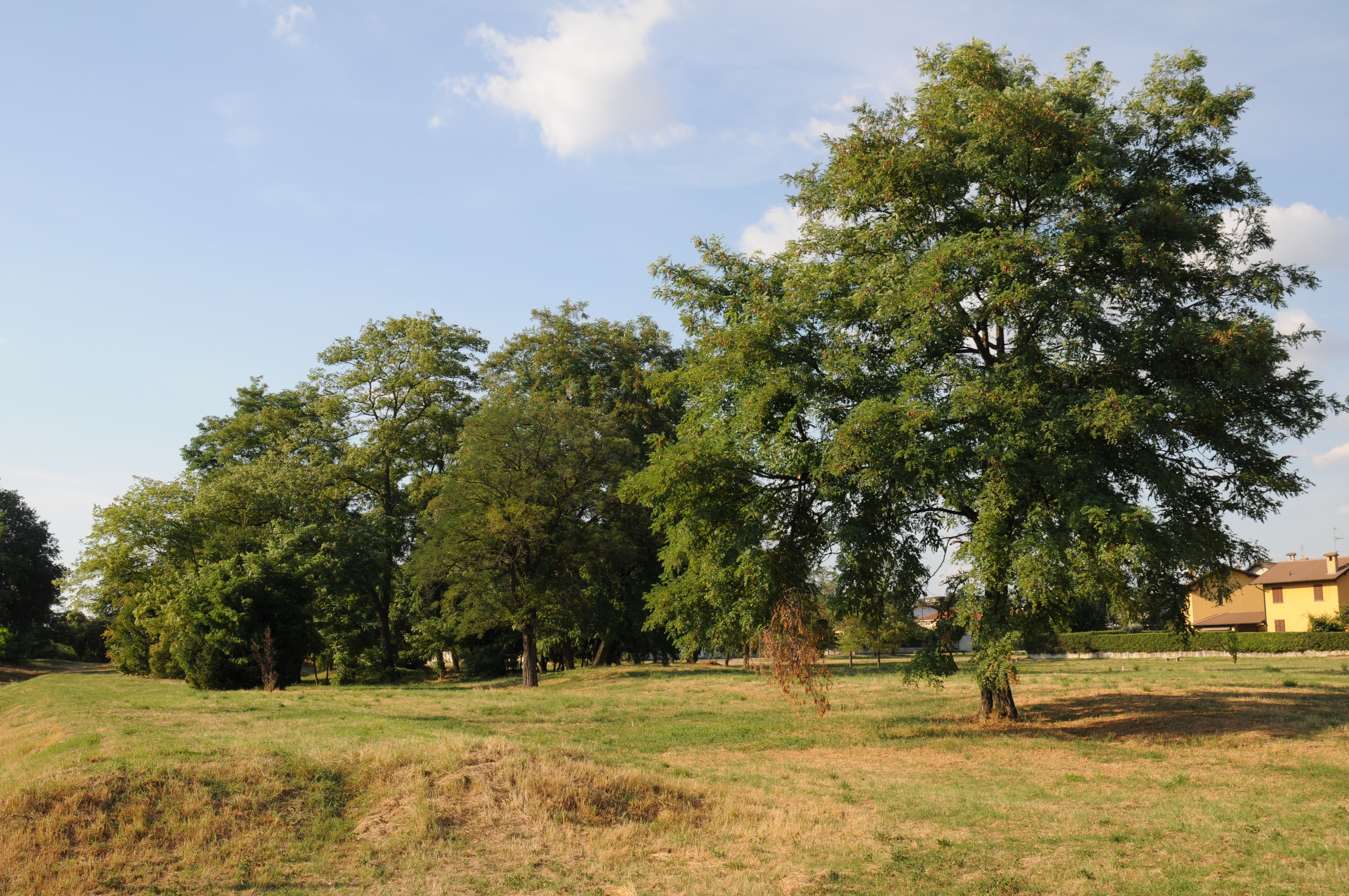
Uno scorcio del parco del Campaccio

Villa Parravicini possiede un parco all'inglese, che si estende per circa 9300 m² e che comprende più di 30 specie di alberi e più di 15 specie di arbusti. Realizzato a metà del XIX secolo, è vincolato dalla soprintendenza ai beni ambientali e architettonici insieme alla casa padronale con i rispettivi rustici come "bellezza naturale" (con decreto ministeriale del 25 giugno 1958). In origine aveva un'estensione maggiore e comprendeva anche da un'area oggi occupata da moderne villette.
Il parco Parravicini è in tutto il Legnanese l'unica area che presenti le particolari caratteristiche botaniche che hanno portato alla sua tutela. Orio Vergani decantava l'abitazione definendola "[...] una villa che ha caratteristiche di semplicità e di austerità tipiche delle case padronali della zona [...]".
Nel comune è presente un'altra area degna di nota, il parco del Campaccio, dove si corre l'omonima corsa campestre.

## Società

### Evoluzione demografica
Abitanti censiti

### Etnie e minoranze straniere
Al 31 dicembre 2020 i cittadini stranieri residenti nel comune di San Giorgio su Legnano (dati ISTAT) assommavano a 655. Le nazionalità maggiormente rappresentate erano:
1. Albania, 141
2. Marocco, 83
3. Romania, 57
4. Ucraina, 49
5. Pakistan, 47
6. Perù, 28
7. Cina, 21
8. India, 20
9. Senegal, 20

### Lingue e dialetti
Nel comune è relativamente diffuso il dialetto legnanese. Come tutti i dialetti lombardi occidentali, anche il legnanese è una lingua romanza derivata dal latino. Alcuni studiosi vi hanno scorto tracce delle lingue dei popoli anteriori alla latinizzazione della regione, in particolare l'antico ligure, anche se i dati sull'effettiva influenza di questo sostrato linguistico sono pochi e di varia interpretazione. L'influenza linguistica che ebbero i Celti sulle parlate locali dell'Altomilanese fu cospicua, tanto che ancora oggi il dialetto legnanese è classificato come "gallo-italico". Fu però la dominazione romana, che soppiantò quella celtica, a plasmare l'idioma locale parlato nel Legnanese, tanto che il lessico e la grammatica di questo dialetto è di derivazione romanza.

## Cultura

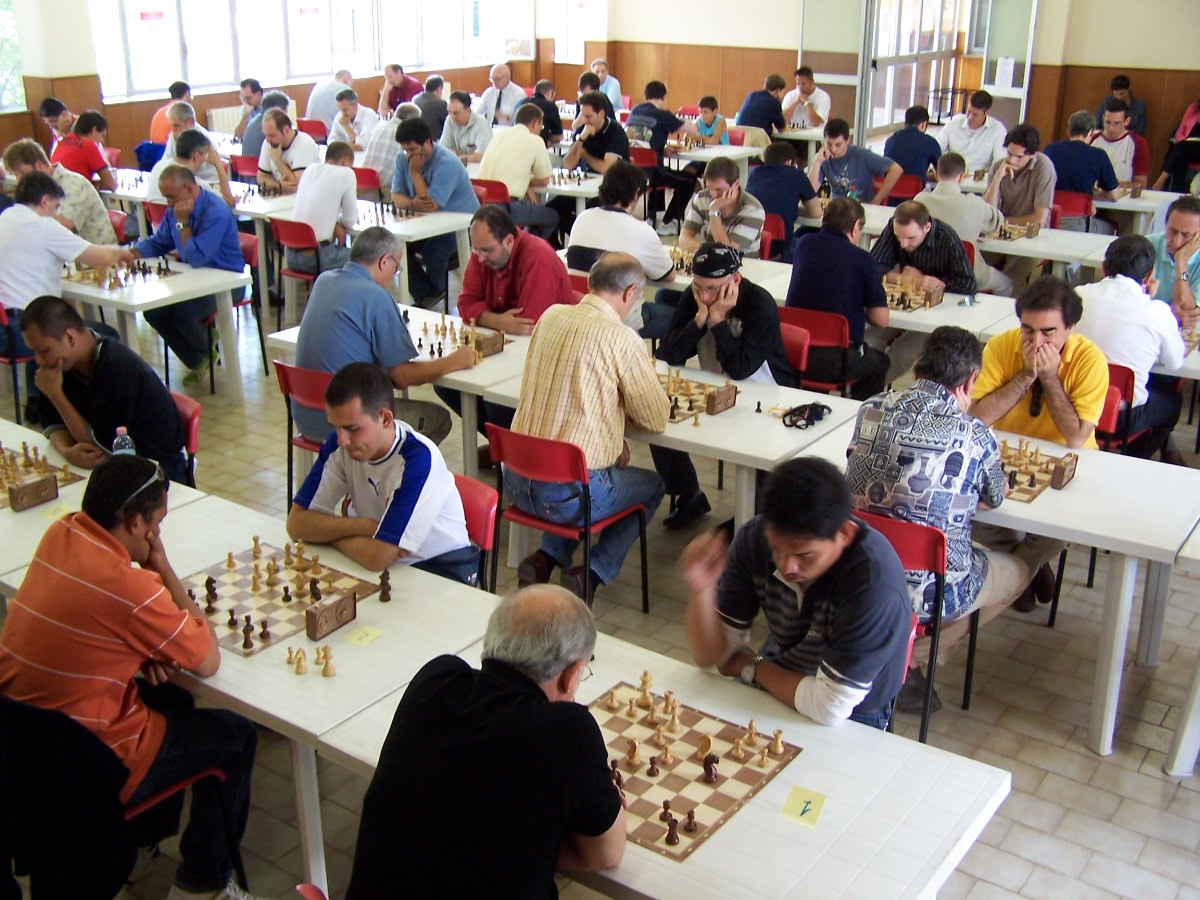
Una foto dell'edizione 2005 del torneo San Giorgio su Legnano scacchi

Annualmente viene organizzato dalla Famiglia Legnanese il torneo San Giorgio su Legnano scacchi. Si svolge dal 1982 ed è tra i più importanti tornei di scacchi a livello nazionale. Grazie a questa manifestazione il comune è citato nel Guinness dei primati, in quanto nel 1995 questo torneo di scacchi ha raggiunto una quota record di iscritti (926), tra cui l'allora campione del mondo FIDE Anatolij Karpov.

### Istruzione
A San Giorgio su Legnano sono presenti 4 plessi scolastici pubblici: una secondaria di primo grado, una primaria, una scuola dell'infanzia ed un asilo nido.

## Geografia antropica

### Urbanistica

Veduta aerea di San Giorgio su Legnano (1968)

Il tessuto urbanistico di San Giorgio su Legnano si è sviluppato intorno al centro storico. Poi, gradualmente, tra il 1914 e il 1958, San Giorgio è stato oggetto di una marcata urbanizzazione che ha portato all'occupazione della maggior parte della superficie del territorio comunale.
Contestualmente, si ha avuto un cospicuo aumento dell'immigrazione di nuovi cittadini, che iniziarono a lavorare nelle nascenti industrie della zona; come si può notare dall'evoluzione demografica, nel periodo compreso tra il 1861 e il 1961, la popolazione di San Giorgio quadruplicò.
Poi, a causa delle varie crisi economiche che si sono succedute nei decenni del XX secolo, è iniziata una nuova fase che ha portato alla chiusura di molte aziende con la conseguente nascita di molte aree dismesse, molte delle quali sono state recuperate.

### Il centro storico

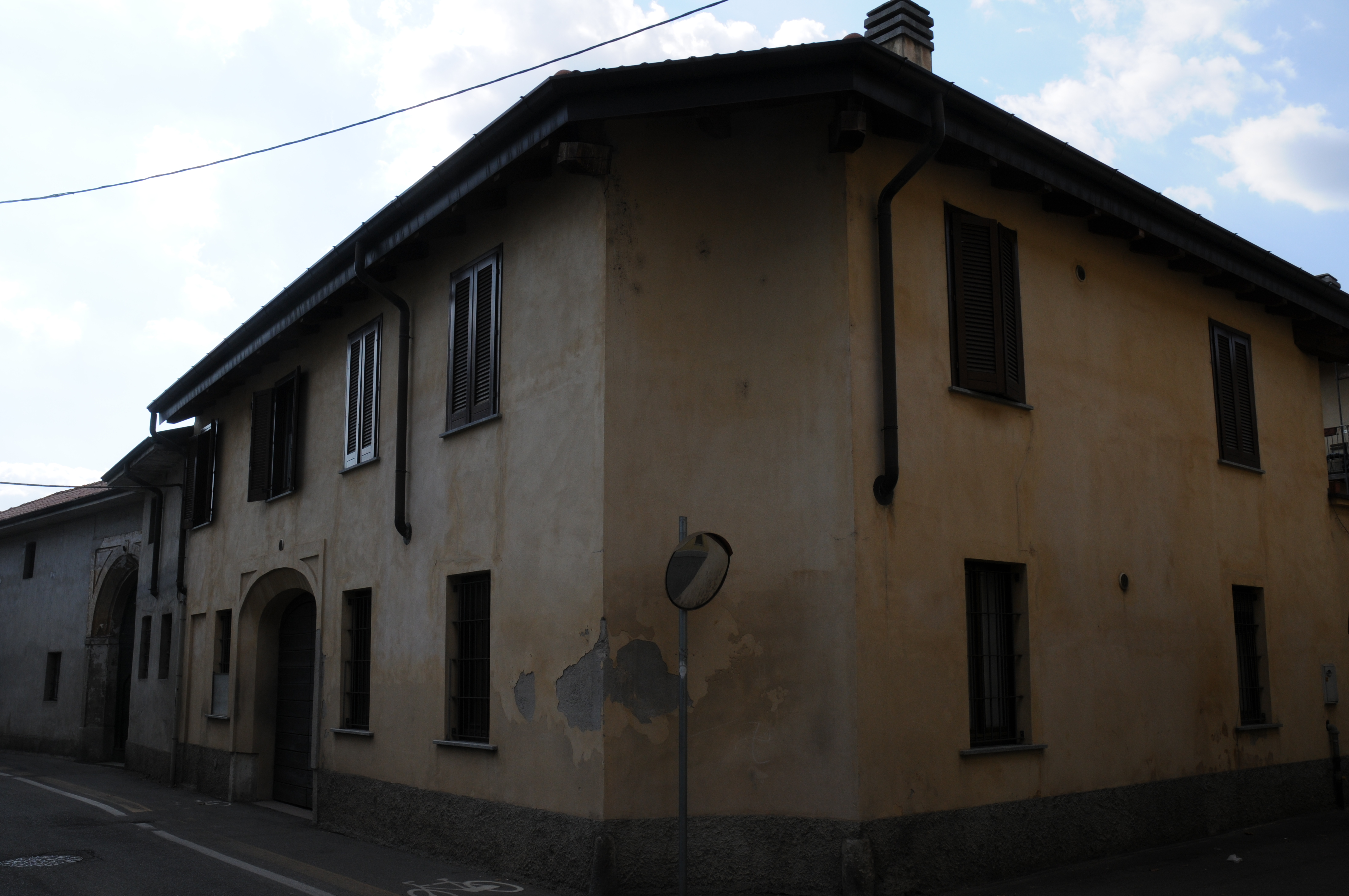
Una casa colonica di San Giorgio su Legnano

Il centro storico di San Giorgio si sviluppa su una piazza e su cinque strade, che hanno mantenuto più o meno lo stesso profilo urbanistico del XVII secolo: la piazza Grande (in seguito rinominata piazza Vittorio Emanuele III di Savoia; oggi piazza Giuseppe Mazzini); la contrada Corta (oggi via Alessandro Manzoni); la contrada Lunga (via Camillo Benso conte di Cavour); la contrada dello Stradellino (Ul strualin, in dialetto legnanese; oggi via Abate Raimondi); la contrada alla Chiesa Nuova (via Giacomo Gerli) e infine la contrada al Piazzale (Ul piasö, in dialetto legnanese; oggi via Giuseppe Garibaldi).
I cortili sono gli edifici rappresentativi della pianura lombarda, e sono tipici anche del centro storico di San Giorgio su Legnano. L'aspetto delle case che costituiscono il nucleo storico di San Giorgio ha subito un rilevante cambiamento per le mutate condizioni d'uso rispetto ai secoli passati (da un uso agricolo a quello residenziale), ma sono ancora riconoscibili le caratteristiche delle antiche dimore agresti.
La maggior parte delle case coloniche di San Giorgio su Legnano era registrata nel 1751 come "case da massaro", vale a dire come case agresti. Su un documento del 1856 si può leggere che "[...] le case di questo comune sono quasi tutte abitate da coloni detti localmente massari o pigionanti. [...] I secondi invece pagano un fitto per la casa e per li orto separato da quello dei terreni [...]". I proprietari, in genere, erano possessori di una sola parte dell'edificio. I cortili di San Giorgio su Legnano avevano una loro denominazione; a volte il nome dato si riferiva al proprietario della casa, ma più spesso al cognome della famiglia abitante nel cortile. Altre volte la denominazione era data dall'uso particolare dell'edificio, oppure dal soprannome di chi l'abitava.

## Economia

### Agricoltura
L'agricoltura è stata per secoli l'attività principale di sostentamento di San Giorgio. Con l'avvento dell'industrializzazione, in questo ruolo, ha ceduto il passo alle attività manifatturiere.
Nel XXI secolo non rappresenta un'attività importante per l'economia di San Giorgio su Legnano; viene effettuata in una limitata parte del territorio comunale, a sud dell'abitato, che è ancora libera da costruzioni e infrastrutture.

### Industria

L'ex-Tessitura Solbiati, fondata nel 1913 ed ora non più attiva. Si trovava in via Roma e al suo posto è stato realizzato un parcheggio e sono stati edificati edifici destinati ad attività artigianali

Le prime industrie sangiorgesi sono sorte nella seconda metà del XIX secolo. Dall'inizio del XX secolo, il comune fu coinvolto in un processo di industrializzazione. Le aziende operanti a San Giorgio in questo contesto storico erano principalmente tessili e meccaniche.
Le industrie sangiorgesi conobbero l'apice dello sviluppo negli anni cinquanta e sessanta, dopo di cui ci fu un periodo di costante involuzione. Questa crisi, che portò alla parziale deindustrializzazione di San Giorgio, continuò nei decenni seguenti compromettendo il tessuto industriale, l'occupazione e, più in generale, il sistema economico del comune. Molte società fallirono, principalmente nel settore tessile, e molte altre conobbero una fase di ridimensionamento. Questa parziale deindustrializzazione del territorio sangiorgese continua anche nel XXI secolo.

## Infrastrutture e trasporti

### Strade
San Giorgio su Legnano è costeggiato dalla strada provinciale nº 12, che è l'infrastruttura viabilistica più importante presente nel comune.

### Mobilità urbana
I trasporti interurbani di San Giorgio su Legnano vengono svolti con autoservizi di linea gestiti da Movibus.

## Amministrazione

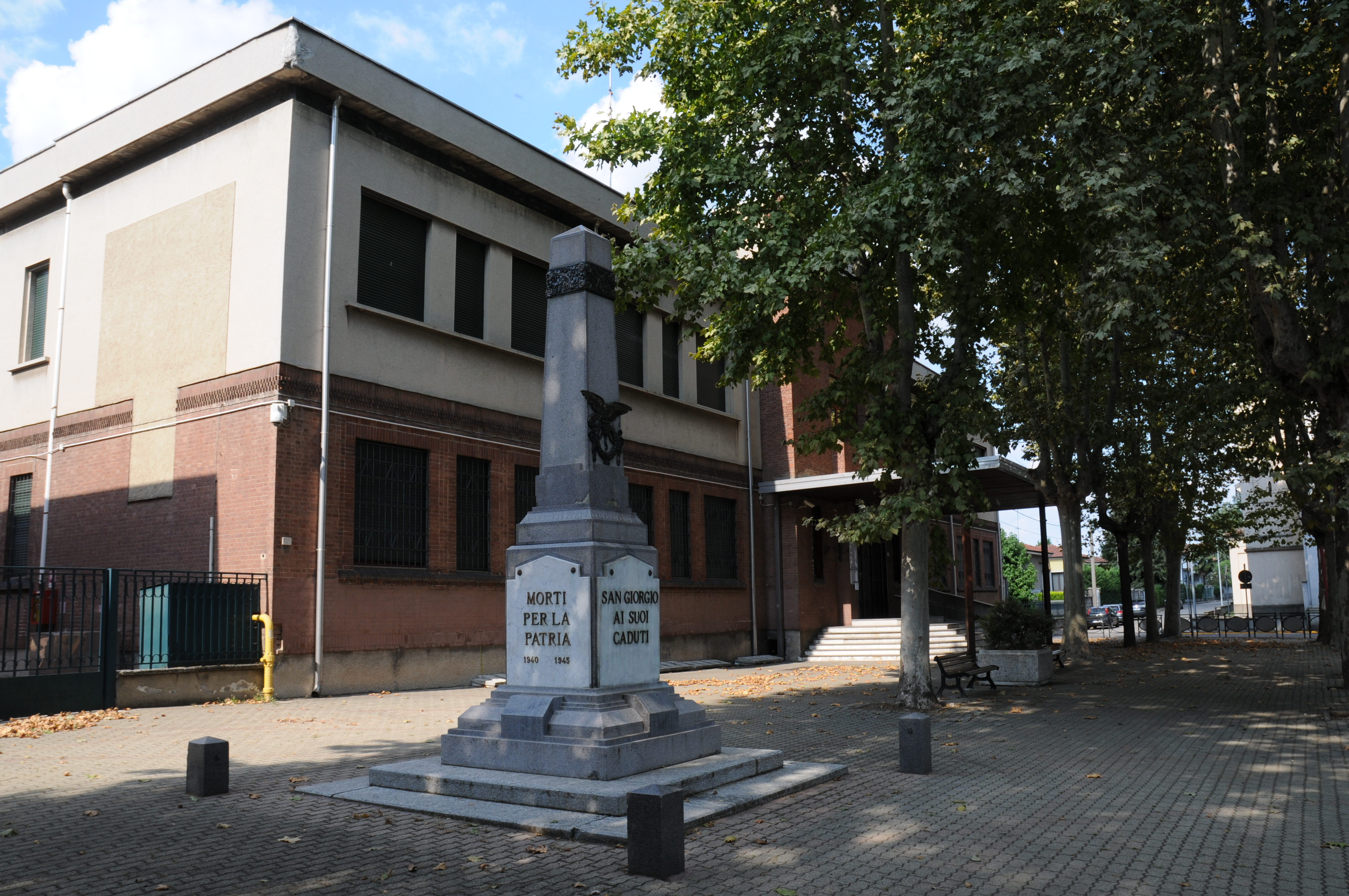
Il monumento ai caduti e, sullo sfondo, il municipio

Nella tabella sono elencati gli ultimi sindaci di San Giorgio su Legnano effettivi e facenti funzioni (commissari governativi, prefettizi, straordinari e incarichi ad interim). Da un punto vista della storia dell'amministrazione pubblica, il comune di San Giorgio su Legnano fece parte, fino agli anni venti, del circondario di Gallarate e del mandamento di Saronno.
| Periodo | Periodo   | Primo cittadino   | Partito                          | Carica                                     | Note    |
| ------- | --------- | ----------------- | -------------------------------- | ------------------------------------------ | ------- |
| 1901    | 1910      | Giovanni Restelli |                                  | Sindaco                                    |         |
| 1910    | 1913      | Guido Orsi        |                                  | Sindaco                                    |         |
| 1914    | 1920      | Antonio Colombo   |                                  | Sindaco                                    |         |
| 1920    | 1924      | Riccardo Viganò   |                                  | Sindaco                                    |         |
| 1924    | 1925      | -                 |                                  | Commissario prefettizio                    |         |
| 1925    | 1927      | Virgilio Maggioni |                                  | Sindaco                                    |         |
| 1927    | 1936      | Virgilio Maggioni |                                  | Podestà                                    | [ N 1 ] |
| 1936    | 1940      | Ettore Malinverni |                                  | Podestà                                    |         |
| 1940    | 1942      | -                 |                                  | Commissario prefettizio                    |         |
| 1942    | 1944      | Carlo Alloni      |                                  | Prima commissario prefettizio, poi Podestà |         |
| 1944    | 1945      | Ercole Polla      |                                  | Sindaco                                    |         |
| 1945    | 1946      | Orazio Peretti    |                                  | Sindaco                                    | [ N 2 ] |
| 1946    | 1947      | Mario Pastori     | Democrazia Cristiana             | Sindaco                                    | [ N 3 ] |
| 1947    | 1956      | Antonio Colombo   | Democrazia Cristiana             | Sindaco                                    |         |
| 1956    | 1970      | Emilio Colombo    | Democrazia Cristiana             | Sindaco                                    |         |
| 1970    | 1980      | Antonio Caspani   | Democrazia Cristiana             | Sindaco                                    |         |
| 1980    | 1991      | Domenico Fera     | Democrazia Cristiana             | Sindaco                                    |         |
| 1991    | 1992      | Ivan Solbiati     | PDS, PSI, PRI, PLI e PSDI        | Sindaco                                    |         |
| 1993    | 1994      | -                 |                                  | Commissario prefettizio                    |         |
| 1994    | 1998      | Marzio Colombo    | Lega Nord                        | Sindaco                                    | [ N 4 ] |
| 1998    | 2002      | Claudio Celora    | L'Ulivo e Rifondazione Comunista | Sindaco                                    |         |
| 2002    | 2007      | Marzio Colombo    | Lega Nord e Forza Italia         | Sindaco                                    |         |
| 2007    | 2012      | Marzio Colombo    | Lega Nord                        | Sindaco                                    |         |
| 2012    | 2022      | Walter Cecchin    | Lista civica                     | Sindaco                                    |         |
| 2022    | in carica | Claudio Ruggeri   | Lista civica                     | Sindaco                                    |         |

## Sport

La partenza di una delle prime edizioni del Campaccio

L'Unione Sportiva Sangiorgese è una società polisportiva nata nel 1922 che si occupa di atletica, pallavolo, pallacanestro, sci ed escursionismo. La squadra di basket disputa il campionato di Serie B.
La società organizza la corsa campestre chiamata Campaccio evento internazionale nato nel 1957 che si svolge su un percorso di circa 12 km. Il nome della corsa deriva da campasc, che in dialetto legnanese significa "campo incolto". Infatti, nelle prime edizioni, il percorso della gara si snodava tra le strade vicinali della zona agricola del comune: in seguito è stato spostato in un parco pubblico. Al Campaccio partecipano atleti di fama internazionale, tra cui campioni olimpici e mondiali: è pertanto uno degli eventi più importanti del suo genere in Italia ed è incluso nel circuito internazionale dei  Cross Country Permit dell'International Association of Athletics Federations.
Nel 2006 il comune ha ospitato i campionati europei di corsa campestre, organizzati dall'Unione Sportiva Sangiorgese il 10 dicembre.

### Esplicative
1. ↑  Nel 1927 fu infatti introdotta la figura del podestà, che a differenza del sindaco era nominato dal governo. I sindaci, in particolare, furono eletti dal consiglio comunale dal 1896 al 1927, e nominati dal governo dal 1860 al 1896. Il primo sindaco di San Giorgio su Legnano fu infatti nominato nel 1860, cioè nell'anno successivo all'annessione della Lombardia al Regno di Sardegna, avvenimento che preannunciò l'Unità d'Italia (1861). La legge n°3702 del 23 ottobre 1859 (legge Rattazzi) del governo sabaudo allargò infatti alla Lombardia la legislazione piemontese, che divenne poi quella italiana.
2. ↑  Nominato dal Comitato di Liberazione Nazionale (CNL) in attesa delle elezioni amministrative del 1946.
3. ↑  Dal 1946 i sindaci tornarono a essere eletti dal consiglio comunale.
4. ↑  Dal 1993 i sindaci iniziarono a essere eletti direttamente dai cittadini.

### Bibliografiche
1. ↑  Altitudine del municipio. Cfr. San Giorgio su Legnano: clima e dati geografici.
2. 1 2   Bilancio demografico mensile anno 2024 (dati provvisori), su demo.istat.it, ISTAT.
3. ↑   Classificazione sismica (XLS), su rischi.protezionecivile.gov.it.
4. ↑   Tabella dei gradi/giorno dei Comuni italiani raggruppati per Regione e Provincia (PDF), in Legge 26 agosto 1993, n. 412, allegato A, Agenzia nazionale per le nuove tecnologie, l'energia e lo sviluppo economico sostenibile, 1º marzo 2011,  p. 151. URL consultato il 25 aprile 2012 (archiviato dall'url originale il 1º gennaio 2017).
5. ↑   Parrocchia Beata Vergine Assunta, su parrocchiadisangiorgio.com. URL consultato il 16 aprile 2018.
6. ↑   DiPI Online - Dizionario di Pronuncia Italiana, su dipionline.it. URL consultato il 16 gennaio 2015 (archiviato dall'url originale il 9 ottobre 2018).
7. ↑   Renzo Ambrogio, Nomi d'Italia: origine e significato dei nomi geografici e di tutti i comuni, Istituto geografico De Agostini, 2004.
8. 1 2 3 4 5 6 7 8 9 10 11 12 13 14 15 16   Piano di Governo del Territorio, su sangiorgiosl.org. URL consultato il 12 settembre 2015.
9. 1 2 3 4 5   Da sito web istituzionale - Cenni storici, su sangiorgiosl.org. URL consultato il 16 gennaio 2015 (archiviato dall'url originale il 9 marzo 2012).
10. 1 2  Sutermeister, p. 10.
11. 1 2  Agnoletto, p. 10.
12. ↑   Dal sito del Parco del Rugareto - sezione "cenni di botanica nel percorso dei fontanili, su parcodelrugareto.it. URL consultato il 16 gennaio 2015 (archiviato dall'url originale il 29 novembre 2014).
13. 1 2 3  Agnoletto, p. 99.
14. ↑   Da sito web "comuni italiani", su comuni-italiani.it. URL consultato il 16 gennaio 2015.
15. ↑   Zone sismiche in Italia, dati Earth-prints (PDF), su earth-prints.org. URL consultato il 27 agosto 2014 (archiviato dall'url originale l'8 maggio 2014).
16. ↑   Classificazione climatica Lombardia, dati Confedilizia, su confedilizia.it. URL consultato il 16 gennaio 2015 (archiviato dall'url originale il 14 marzo 2009).
17. 1 2 3 4 5   Il clima della Lombardia, su centrometeoitaliano.it. URL consultato il 16 gennaio 2015 (archiviato dall'url originale il 29 novembre 2014).
18. ↑   Clima Italia, su climieviaggi.it. URL consultato il 16 gennaio 2015 (archiviato dall'url originale il 2 marzo 2014).
19. ↑   Università degli Studi di Genova - Dipartimento di Fisica, Atlante Eolico dell'Italia (PDF), in Ricerca di sistema per il settore elettrico - Progetto ENERIN, novembre 2002. URL consultato il 16 gennaio 2015 (archiviato dall'url originale il 15 marzo 2008).
20. ↑   Medie climatiche 1961-1990, su wunderground.com. URL consultato il 16 gennaio 2015 (archiviato dall'url originale il 21 marzo 2008).
21. ↑   Dati climatologici medi, su eurometeo.com. URL consultato il 16 gennaio 2015.
22. ↑   Tabelle e grafici climatici, su meteoam.it. URL consultato il 16 gennaio 2015.
23. ↑  Agnoletto, pp. 33-34.
24. ↑   Comune di San Giorgio su Legnano 1859 - 1971, su lombardiabeniculturali.it. URL consultato il 16 gennaio 2015.
25. ↑  Agnoletto, pp. 99-101.
26. ↑  Agnoletto, pp. 25-26.
27. ↑  Agnoletto, p. 27.
28. ↑  Agnoletto, pp. 125-126.
29. ↑  Agnoletto, p. 33.
30. ↑  Agnoletto, p. 49.
31. ↑  Sutermeister, p. 12.
32. 1 2  Agnoletto, p. 39.
33. ↑  D'Ilario, 1984, p. 233.
34. ↑  Percivaldi, p. 19.
35. 1 2  Le pubblicazioni de' "Il Belvedere" – San Giorgio su Legnano – Cenni storici – con il patrocinio dell'Amministrazione comunale
36. ↑   Da leggenda a realtà: trovato il cunicolo del Castello, su legnanonews.com. URL consultato il 16 gennaio 2015 (archiviato dall'url originale il 12 giugno 2014).
37. ↑  D'Ilario, 1984, pp. 222-223.
38. ↑  Agnoletto, p. 34.
39. ↑  Autori vari, p. 33.
40. ↑  D'Ilario, 1984, p. 17.
41. 1 2  Agnoletto, p. 41.
42. ↑  Agnoletto, p. 44.
43. ↑  Agnoletto, p. 42.
44. ↑   Da sito web istituzionale - Dal Medioevo al '700, su sangiorgiosl.org. URL consultato il 16 gennaio 2015 (archiviato dall'url originale il 1º febbraio 2012).
45. 1 2  Agnoletto, p. 46.
46. ↑  Agnoletto, pp. 46-47.
47. ↑   Cooperativa Archivistica e Bibliotecaria - Milano, Comune di San Giorgio, 1798-1809, su lombardiabeniculturali.it. URL consultato il 16 gennaio 2015.
48. ↑   Cooperativa Archivistica e Bibliotecaria - Milano, Comune di San Giorgio, 1811-1815, su lombardiabeniculturali.it. URL consultato il 16 gennaio 2015.
49. 1 2  Agnoletto, p. 68.
50. 1 2 3   Da sito web istituzionale - Dal '700 ai primi del '900, su sangiorgiosl.org. URL consultato il 16 gennaio 2015 (archiviato dall'url originale il 18 gennaio 2012).
51. ↑  Agnoletto, p. 70.
52. ↑  Agnoletto, p. 69.
53. 1 2  Agnoletto, p. 72.
54. ↑  Archivio comunale del comune di San Giorgio su Legnano
55. ↑   Lo stemma del Comune", su sangiorgiosl.org. URL consultato il 16 gennaio 2015 (archiviato dall'url originale il 18 gennaio 2012).
56. ↑   San Giorgio su Legnano, su Archivio Centrale dello Stato. URL consultato il 19 agosto 2023.
57. ↑   Comune di San Giorgio su Legnano, su Città metropolitana di Milano. URL consultato il 19 agosto 2023.
58. ↑   Da sito web istituzionale - Le chiese, su sangiorgiosl.org. URL consultato il 16 gennaio 2015 (archiviato dall'url originale il 18 gennaio 2012).
59. ↑   Sito web istituzionale - Gli edifici pubblici e i monumenti, su sangiorgiosl.org. URL consultato il 16 gennaio 2015 (archiviato dall'url originale il 19 gennaio 2012).
60. ↑   Luciana Baldrighi, Maggioni, l'arte che arredò Milano, in Il Giornale, 19 luglio 2005.
61. ↑   Dal sito web istituzionale - Le ville nobiliari, su sangiorgiosl.org. URL consultato il 16 gennaio 2015 (archiviato dall'url originale il 19 gennaio 2012).
62. ↑  Agnoletto, p. 57.
63. ↑  Agnoletto, p. 103.
64. ↑  Agnoletto, pp. 103-118.
65. ↑   Orio Vergani, Tombe romane e armi moderne, in Corriere della Sera, 8 ottobre 1930.
66. ↑   Tabella ISTAT 31 dicembre 2020, su demo.istat.it. URL consultato il 20 agosto 2022.
67. ↑  D'Ilario, 2003, p. 29.
68. 1 2  D'Ilario, 2003, p. 28.
69. ↑  Agnoletto, p. 120.
70. 1 2   Da sito web "Scacchi Legnano", su scacchilegnano.it. URL consultato il 16 gennaio 2015 (archiviato dall'url originale il 12 novembre 2008).
71. ↑   Articolo su "L'Italia scacchistica", su italiascacchistica.com. URL consultato il 16 gennaio 2015 (archiviato dall'url originale il 12 settembre 2013).
72. ↑   Menù refezione scolastica, su sangiorgiosl.org. URL consultato il 16 aprile 2018.
73. ↑   "il pianeta dei bambini" gestisce l'asilo nido, su sangiorgiosl.org. URL consultato il 16 aprile 2018.
74. ↑  Agnoletto, pp. 49-62.
75. ↑  Agnoletto, p. 53.
76. ↑  Agnoletto, p. 55.
77. ↑   Sito web "LTC Sangiorgese" - Home page, su sangiorgesebasket.com. URL consultato il 16 gennaio 2015.
78. ↑   Da sito web U.S. Sangiorgese - Sezione atletica, su sangiorgese.it. URL consultato il 16 gennaio 2015 (archiviato dall'url originale il 13 febbraio 2014).
79. ↑   Tre stelle che illuminano il Campaccio – Dal sito ufficiale dell'Unione Sportiva Sangiorgese, su sangiorgese.it. URL consultato il 16 gennaio 2015 (archiviato dall'url originale il 12 febbraio 2014).
80. ↑  (EN) Diego Sampaolo, Soi, Mosop the headliners at Italian Cross Country season kick off in Campaccio, su iaaf.org. URL consultato il 7 aprile 2017 (archiviato dall'url originale il 2 novembre 2012).
81. ↑   IAAF: IAAF Cross Country Permit Archive of Past Events, su iaaf.org. URL consultato il 9 marzo 2018.
82. ↑   Novara running - 12ª edizione dei campionati Europei di Cross Country, su novararunning.it. URL consultato il 16 gennaio 2015 (archiviato dall'url originale il 27 agosto 2014).